# 李國璋 (臺灣)
李國璋（1970年9月28日—），臺灣政治人物，第7、9至11屆新竹市議員，曾任新竹農產運銷公司總經理、三民社區發展協會理事長。2006年進入新竹市議會。議員任內反對性別教材進入校園、檢討關埔國小校舍容積率，並擔任「汙水專管埋設進度監督小組」召集人，推動新竹市汙水下水道建置。2022年退出中國國民黨，加入臺灣民眾黨，任新竹市黨部副主委。

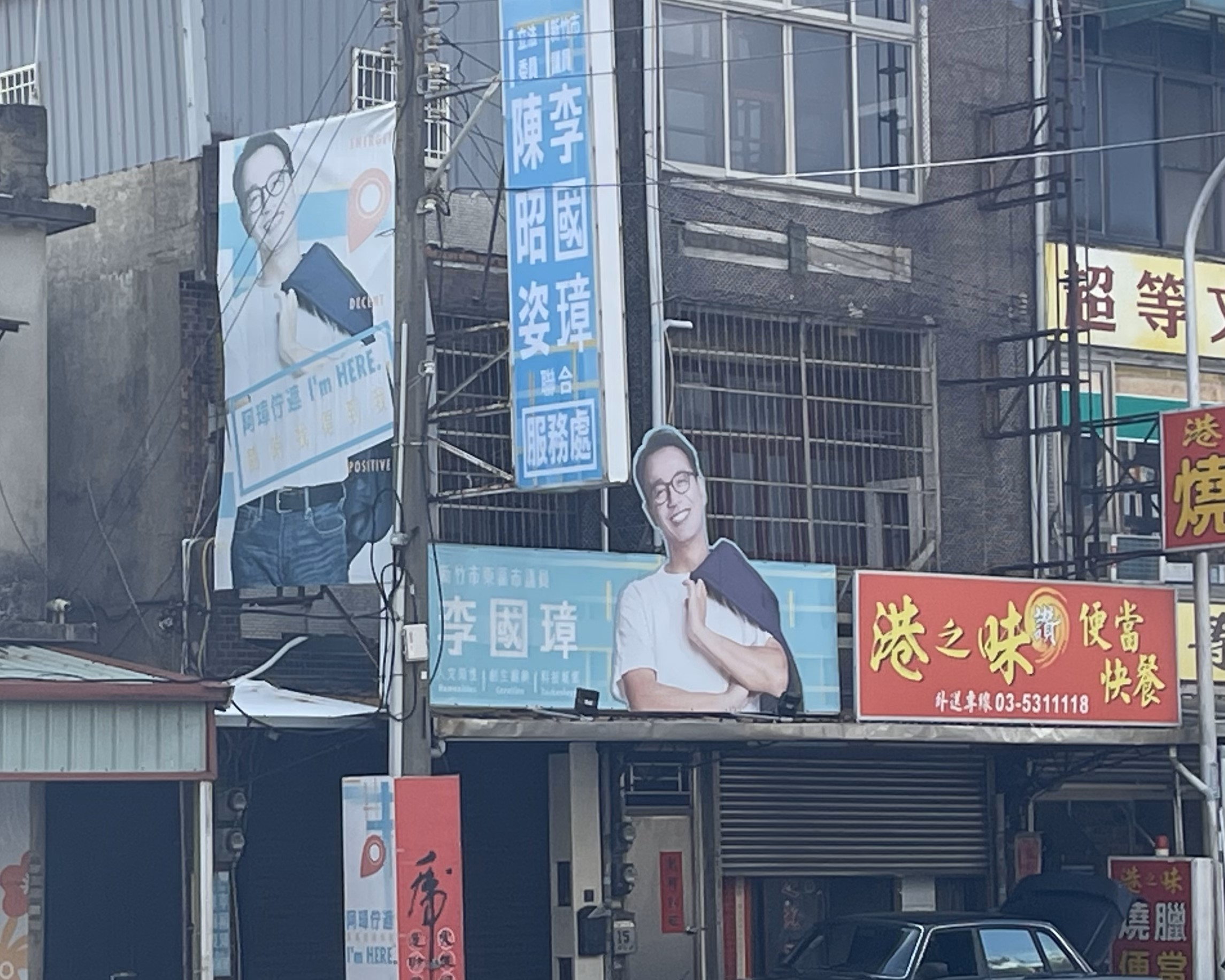
台灣民眾黨新竹市議員李國璋東區服務處，鄰近北新竹火車站與新竹市立三民國民中學。

## 選舉紀錄
| 年度 | 選舉屆數               | 選舉區           | 所屬政黨   | 得票數 | 得票率 | 當選標記 | 備註 |
| ---- | ---------------------- | ---------------- | ---------- | ------ | ------ | -------- | ---- |
| 2005 | 第七屆新竹市議員選舉   | 新竹市第一選舉區 | 親民黨     | 2,421  | 4.60%  |          |      |
| 2009 | 第八屆新竹市議員選舉   | 新竹市第一選舉區 | 中國國民黨 | 2,700  | 5.07%  |          |      |
| 2014 | 第九屆新竹市議員選舉   | 新竹市第一選舉區 | 中國國民黨 | 3,789  | 5.89%  |          |      |
| 2018 | 第十屆新竹市議員選舉   | 新竹市第一選舉區 | 中國國民黨 | 3,545  | 4.94%  |          |      |
| 2022 | 第十一屆新竹市議員選舉 | 新竹市第一選舉區 | 臺灣民眾黨 | 3,889  | 5.20%  |          |      |

## 爭議
李國璋在2022年縣市長選舉投票前夕，向檢方檢舉前任新竹市市長林智堅給予新竹市立馬偕兒童醫院450%容積率，涉犯圖利罪。經過多個月調查後，新竹地檢署確認此案無違法情事，於2024年3月作出不起訴處分簽結。事件因民眾黨發言人陳智菡於2024年9月再度指控林智堅涉圖利兒醫，並批評檢方查了一年卻無結果，同時為涉京華城案的柯文哲辯護而引發關注。
9月10日，李國璋在臉書發文附和陳智菡，並將兒童醫院的建設建設攬為自己的政績，有誤導嫌疑。新竹曾因缺乏兒童醫院急救資源，導致許多孩童未能即時救治喪命，且提高容積是為了增設更多醫療資源，最高行政法院也已經做出合法判決，相關言論及行為引發民眾強烈不滿。